# Philipp Schmidt-Polex
Philipp Nicolaus Schmidt-Polex (* 5. Februar 1824 in Frankfurt am Main; † 30. November 1893 ebenda) war ein deutscher Kaufmann, Bankier und Abgeordneter.

## Familie
Schmidt-Polex war der Sohn des Bankiers Eduard Schmidt-Polex (1795–1863) und dessen Ehefrau Sophie Antonie Friederike geborene Bansa (1802–1863). Er heiratete 1850 in Frankfurt am Main Anna Rosina Magdalena Andreae (* 4. August 1831; † 5. Dezember 1914 in Frankfurt am Main), die Tochter des Frankfurter Bankiers Großkaufmanns Johannes Andreae (1780–1850) und der Caroline Maximiliane Willemer (1792–1871). Aus der Ehe gingen folgende Kinder hervor:
- Eduard Schmidt-Polex, lebte meist in Italien
- Carl Schmidt-Polex (1853–1919), Dr. jur., Rechtsanwalt, Unternehmer
- Anna Maria von Eichel (1860–1889), starb im Kindbett in Meiningen, verheiratet mit Hermann Justus von Eichel, 1856–1934
- Emmy von Storch, verheiratet mit General Adolf von Storch, Husarenoffizier
- Albert Schmidt-Polex, † jung

## Leben
Schmidt-Polex war Inhaber einer Flachs- und Farbwarenhandlung im Kleinen Hirschgraben 11, die bis 1866 bestand und Bankier. Er lebte mit seiner Familie zuerst im Bruckerschen Haus Neue Mainzer Straße 54 und erbaute sich dann eine Villa am Guillettplatz 41.
Von 1860 bis 1863 war er Mitglied der Gesetzgebenden Versammlung und von 1862 bis 1866 Mitglied der Ständigen Bürgerrepräsentation der Freien Stadt Frankfurt.
1880 gehörte er zu den Mitbegründern der Münchener Rück, die mit einem Stammkapital von 3.000.000 ausgestattet war. Davon hatte Philipp 100.000 Mark eingebracht.
Am 3. April des Jahres wurde er von der konstituierenden Generalversammlung zu einem der sechs Direktoren gewählt.